# Jeff Flake
Jeff Flake (Snowflake, 1962. december 31. –) az Amerikai Egyesült Államok szenátora (Arizona, 2013 – 2019). A Republikánus Párt tagja.